# Lega giordana professionistica 2005-2006
La Jordan League 2005-2006 è stata la 56ª edizione della massima serie del campionato giordano di calcio. È stata disputata dal 13 ottobre 2005 al 22 maggio 2006, e ha visto la vittoria del Shabab Al-Ordon Club, al suo primo titolo.

## Classifica finale
| Pos. | Squadra           | Pt | G  | V  | N | P  | GF | GS | DR  |
| ---- | ----------------- | -- | -- | -- | - | -- | -- | -- | --- |
| 1    | Shabab Al-Ordon   | 42 | 18 | 13 | 3 | 2  | 41 | 19 | +22 |
| 2    | Al-Faisaly        | 40 | 18 | 12 | 4 | 2  | 35 | 13 | +22 |
| 3    | Al-Wehdat         | 35 | 18 | 10 | 5 | 3  | 35 | 18 | +17 |
| 4    | Al-Hussein        | 28 | 18 | 8  | 4 | 6  | 26 | 21 | +5  |
| 5    | Al-Ramtha         | 26 | 18 | 7  | 5 | 6  | 23 | 28 | -5  |
| 6    | Al-Baqa'a         | 22 | 18 | 6  | 4 | 8  | 23 | 23 | 0   |
| 7    | Al-Yarmouk        | 17 | 18 | 4  | 5 | 9  | 19 | 29 | -10 |
| 8    | Shabab Al-Hussein | 15 | 18 | 4  | 3 | 11 | 25 | 37 | -12 |
| 9    | Al-Jazira         | 14 | 18 | 3  | 5 | 10 | 19 | 33 | -14 |
| 10   | Kufrsoum          | 10 | 18 | 2  | 4 | 12 | 17 | 42 | -25 |

Legenda:

      Campione di Giordania e ammessa alla Coppa dell'AFC 2007
      Ammesse alla Coppa dell'AFC 2007
      Retrocesso in seconda divisione
Note:

Tre punti a vittoria, uno a pareggio, zero a sconfitta.